# Stade Paul-Julius-Bénard
Das Stade Olympique Paul-Julius-Bénard, oder kurz Stade Paul-Julius-Bénard, ist ein Fußballstadion mit Leichtathletikanlage in der Gemeinde Saint-Paul auf der französischen Insel und Übersee-Département Réunion im Indischen Ozean. Mit Naturrasen und 8200 Plätzen bei Fußballspielen sowie 13.000 Plätzen bei Konzerten ist das Stade Paul-Julius-Bénard das größte Stadion der Stadt. Vor der Renovierung im Jahr 2012 wurde eine Kapazität von 12.000 Plätzen erreicht. Es ist die Heimspielstätte des Fußballvereins FC Saint-Pauloise (Réunion Premier League). Die Anlage wurde 1979 eröffnet und 2012 renoviert.

## Lage
Das Stade Olympique Paul-Julius-Bénard liegt im Norden von Saint-Paul westlich des Parc Expobat. Das Stade Paul-Julius-Bénard befindet sich in unmittelbarer Nähe zur Autobahn N1. Von dort aus gibt es eine Direktanfahrt zur nach dem Zielort benannten Straße Avenue du Stade.

## Geschichte
Das Stade Paul-Julius-Bénard wurde 1979 für die Indian Ocean Island Games erbaut, die in jenem Jahr in Saint-Denis stattfanden. Der Architekt des Baus war Christian Toledo. Der Namensgeber Paul Julius Bénard (1924–1987) war Bürgermeister von Saint-Paul und Senator von Réunion.
2012 wurde das Stadion renoviert. Zur Einweihung des renovierten Stadions war am 25. Mai 2012 Zinédine Zidane zu Gast. Zur Eröffnung traten die französische Fußballnationalmannschaft von 1998 gegen die Fußballauswahl von Réunion zu wohltätigen Zwecke gegeneinander an.
Im Dezember 2020 war das Meeting de la Réunion der erste Leichtathletikwettbewerb, der während der COVID-19-Pandemie wieder stattfand.